# József Csermák
József Csermák (Senec, tegenwoordig in Slowakije, 14 februari 1932 – Tapolca, 14 januari 2001) was een Hongaars atleet, die gespecialiseerd was in het kogelslingeren. Hij nam driemaal deel aan de Olympische Spelen, was olympisch kampioen en houder van het wereldrecord.

## Loopbaan

### Olympische Spelen
Csermák werd in 1952 olympisch kampioen en wereldrecordhouder. In Helsinki verbeterde hij reeds in de kwalificatieronde het olympisch record van 56,07 m uit 1948, dat op naam stond van zijn landgenoot en leermeester Imre Németh, en maakte er 57,20 van. In de finale wierpen zeven van de acht deelnemers ook verder dan dat oude olympische record, maar Csermák wierp als enige voorbij de 60 meter en won met 60,34. Hij volgde daarmee Németh, die ditmaal met 57,74 derde werd, op als olympisch kampioen en als wereldrecordhouder. Csermák is de eerste atleet die de kogel verder dan zestig meter slingerde. De Noor Sverre Strandli verbeterde zijn record twee maanden later tot 61,25.
Op de Olympische Spelen van 1956 in Melbourne werd Csermák vijfde, met een worp van 60,70. Winnaar werd nu de Amerikaan Harold Connolly, die het olympisch record verder ophoogde tot 63,19. Eerder dat jaar was tijdens de Hongaarse Opstand het gerucht ontstaan dat Csermák, net als Ferenc Puskás, bij de straatgevechten zou zijn omgekomen.
In 1960 nam Csermák voor de derde maal deel aan de Olympische Spelen, maar raakte in Rome niet tot in de finale.

### Europese kampioenschappen
Bij de Europese kampioenschappen van 1954 in Bern won Csermák het brons met een worp van 59,72. Op de volgende kampioenschappen in 1958 in Stockholm werd hij achtste met een afstand van 61,00.

### Bondscoach
In 1963 zette Csermák een punt achter zijn loopbaan als atleet en werd trainer. Dat leidde in 1967 tot een aanstelling als bondscoach van de Hongaarse atletiekbond, een functie die hij tot 1970 bekleedde. Zijn meest succesvolle pupil in die periode was Gyula Zsivótzky, die in 1968 olympisch kampioen kogelslingeren werd. Later, in 1989, trad hij toe tot het Hongaars Olympisch Comité.
In 2001 stierf Csermák op 68-jarige leeftijd aan een hartaanval.

## Titels
- Olympisch kampioen kogelslingeren - 1952
- Brits (AAA-)kampioen kogelslingeren - 1954
- Hongaarse kampioen kogelslingeren -1953, 1954, 1956, 1957

## Persoonlijk record
| Onderdeel      | Prestatie | Datum        | Plaats    |
| -------------- | --------- | ------------ | --------- |
| kogelslingeren | 63,03 m   | 20 juni 1959 | Boedapest |

## Palmares

### kogelslingeren
- 1952:  OS - 60,34 m (WR)
- 1953:  Hongaarse kamp. - 56,87 m
- 1954:  Hongaarse kamp. - 59,95 m
- 1954:  Britse (AAA-)kamp. - 59,41 m
- 1954:  EK - 59,72 m
- 1956:  Hongaarse kamp. - 59,95 m
- 1956: 5e OS - 60,70 m
- 1957:  Hongaarse kamp. - 61,61 m
- 1958: 8e EK - 61,00 m
- 1960: 18e in kwal. OS - 59,72 m

## Onderscheidingen
- Orde van de Hongaarse Republiek: Kruis van Verdienste in Goud - 1993

1900: John Flanagan ·
1904: John Flanagan ·
1908: John Flanagan ·
1912: Matt McGrath ·
1920: Patrick Ryan ·
1924: Fred Tootell ·
1928: Pat O'Callaghan ·
1932: Pat O'Callaghan ·
1936: Karl Hein ·
1948: Imre Németh ·
1952: József Csermák ·
1956: Harold Connolly ·
1960: Vasili Roedenkov ·
1964: Romuald Klim ·
1968: Gyula Zsivótzky ·
1972: Anatoli Bondartsjoek ·
1976: Joeri Sedych ·
1980: Joeri Sedych ·
1984: Juha Tiainen ·
1988: Sergej Litvinov ·
1992: Andrej Abdoevalijev ·
1996: Balázs Kiss ·
2000: Szymon Ziółkowski ·
2004: Koji Murofushi ·
2008: Primož Kozmus ·
2012: Krisztián Pars ·
2016: Dilsjod Nazarov ·
2020: Wojciech Nowicki ·
2024: Ethan Katzberg